# Roberts County, Texas
Roberts County är ett administrativt område i delstaten Texas, USA, med 929 invånare (2010). Den administrativa huvudorten (county seat) är Miami.  

## Geografi
Enligt United States Census Bureau så har countyt en total area på 2 393 km². 2 393 km² av den arean är land och 0 km² är vatten.  

### Angränsande countyn
- Ochiltree County - norr
- Lipscomb County - nordost
- Hemphill County - öster
- Gray County - söder
- Carson County - sydväst
- Hutchinson County - väster
- Hansford County - nordväst